# Magdalena Zeger
 (avril 2025).
Magdalena Zeger (née en 1491 et décédée le 16 janvier 1568 à Kolding) est une astronome, astrologue et calendar maker.